# Лот (легендарний король)
Лот — легендарний король Лотіану, Оркнейських островів та Норвегії, один із головних персонажів легенди про короля Артура. Чоловік Морґаузи, батько Гавейна, Агравейна, Гахеріса та Гарета, прийомний батько Мордреда, ворог короля Артура.
Імовірний прототип — король Леудан, епонім Лотіану, який згадується в деяких житіях бриттських святих.

## Легенда

### Основні історії
Лот належить до тих персонажів Артуріани, які майже не висвітлюються в валлійських догальфридівських джерелах. Перша версія його історії наведена в «Історії королів Британії» Гальфрида. Лот — звитяжний король, онук норвезького короля Сихеліна, брат королів Ангуселя Шотландського та Уріана Мурайфського, правитель Лодонезії та Карлайла, друг Утера та чоловік його доньки Анни, батько синів Вальванія (Гавейна) та Мордреда. (Матір Анни не названо, але можна припустити, що це не Ігрейна, бо Лот та Анна одружилися ще за правління Аврелія Амвросія, Ігрейну ж Утер зустрів вже після смерти Аврелія). Коли Утер помирав, Лот очолив його армію (на жаль, брити не бажали його слухатися через свою пихатість). Невдовзі після цього сакси, скотти та пікти вдерлися до його королівства та скинули всіх трьох братів, але молодий Артур, який щойно став королем та переміг саксів, повернув братам їхні королівства. За тринадцять років Сихелін помер та заповів своє королівство Лотові; норвежці відмовилися визнавати королівську волю та проголосили королем такого собі Рікульфа, але Артур вдерся до Норвегії, завоював її та посадовив Лота на норвезький престол. Лот дожив до 542 року, коли сталася війна Артура з Луцієм Тиберієм. Про смерть Лота Гальфрид не пише, але поема Alliterative Morte Arthure та роман Дідо «Парсифаль», які в цілому слідують наративу Гальфрида, твердять, що він загинув, воюючи на боці Артура з Мордредом.
Друга версія історії короля Лота наведена в циклі лицарських романів Вульгата. Тут різниться і його родовід (нема ніяких вказівок на його норвезьке походження чи на кревну спорідненість з Урієном та Ангуселем; дружина Лота — вже не Анна, донька Утера, а одна з доньок Горлойса та Ігрейни, Утерова пасербиця). Лот був васалом та палким послідовником Утера, але Артура він недолюблював; за два роки після своєї коронації молодий Артур збирає великий двір у Каерлеоні, куди Лот та п'ятеро його однодумців (Урієн та Ангусель межи них) прибувають з оголошенням війни, вимагаючи від Артура полишити престол. Артур відмовляється, і починається війна між Артуром та Лотом: першу битву (при Каерлеоні) Артурові допомагає виграти Мерлін, другу (при Бедегрейні, де до Лота доєдналися ще п'ять королів) — королі Бан та Борс. Лот би воював і надалі, але йому надійшла звістка, що його королівство (та королівства його десятьох союзників) обложили саксонці, й Лот повертається додому. Тим часом Лотові сини полишають (із материнського благословення) родинний двір, аби воювати з саксонцями, і кінець кінцем, звершивши чимало подвигів, доєднуються до Артурового двору. Пізніше Гавейн переміг Лота у двобої та змусив його прийняти Артура як сюзерена, Лот же переконав інших королів доєднатися до Артура, задля спільних дій проти саксонців. Об'єднана армія Британії розбиває саксів, і Лот мирно править королівством як мінімум до часів Лже-Гвіневри.
Нарешті, третя версія історії короля Лота виникає в циклі лицарських романів Пост-Вульгата та перекочовує до твору Томаса Мелорі «Смерть Артура». Як і в другій версії, Лот повстає проти Артура на початку правління останнього, але примирення вже не відбувається. Після чоловікової поразки при Бедегрейні Лотова дружина, Морґауза, приїжджає до Артура буцімто з перемовинами, а насправді — аби шпигувати. Зокрема вона спокушає Артура. Невдовзі Артур дізнається, що скоро народиться дитина, яка його занапастить, і наказує відібрати в усіх батьків дітей, які народяться першого травня. Відбирають і малого Мордреда, якого Лот має за свого сина. Лот гнівається на Артура, вирішує скинути його та приходить із військом, буцімто щоб допомогти Артурові в війні з королем Ріоном, але насправді Лот таємно змовився з Ріоном, щоб розбити Артурові війська. Артур дізнається від Мерліна про плани Лота, Артур та Мерлін намагаються примиритися з Лотом, але той непохитний. У черговій битві Лот тяжко ранить Артура, і Пелінор (який служить Артурові, бо визнав його звитяжним та гідним королем), маючи Артура за мертвого, негайно вбиває Лота. Загибель Лота від Пелінорових рук породжує ворожнечу між дітьми Лота та родиною Пелінора — одну з трьох основних наскрізних сюжетних ліній «Смерти Артура» (нарівні з романом Ланселота та Гвіневри та пошуками Грааля).

### Додаткові історії
Як твердить лицарський роман De Ortu Waluuanii Nepotis Arturi, Лот жив при дворі Утера як заручник під час Утерових війн із Норвегією та слугував як паж Утеровій дочці. Вони закохалися, і від цього короткочасного роману народився Гавейн.
У лицарському романі «Лицар Папуги» Лот постає надійним союзником Артура — щойно коронувавшись, Артур полишає Камелот на Лота та вирушає на лицарські подвиги.
Також доволі часто Лот з'являється як персонаж-статист, учасник лицарських турнірів. Наприклад, у романі Вольфрама фон Ешенбаха «Парцифаль» Лот супроводжує Утера на турнір за руку Герцелойди (майбутньої матері Парцифаля). У романі Ульріха фон Затціхофена Lanzelet — б'ється з сером Горнемантом на турнірі в Діофле. В італійському лицарському романі Tavola ritonda — б'ється на турнірі в Урбано, який організував король Утер, із сером Гектором Брунатним.
В романі Гайнріха фон дем Тюрліна Diu Crone чоловік Гавейнової матері зветься Джаскафін (незрозуміло, чи це Лот, чи хтось, із ким вона одружилася по його смерті). Після його смерти владу над його королівством успадковує його брат, який виганяє Гавейнову матір з королівства.

## Можливий історичний прототип
У північнобританській агіографії неодноразово зринає такий собі Леудан, батько тих чи інших святих жінок. Наприклад, у Житії св. Кентигерна він постає як батько святої Тенеу, напівпоганин-напівхристиянин, який, однак, був значно вимогливішим, ніж деякі християни.